# Hwang Mi-ri
Hwang Mi-ri (kor. 황미리, Hancha 黃美利) – autorka manhw pochodząca z Korei Południowej. Tematyka jej prac zazwyczaj skupia się wokół codziennego życia nastolatków, dlatego manhwy jej autorstwa są bardzo popularne wśród młodych ludzi.

## Twórczość
- Advent of Snow White in Hell
- A Love in 100 Days
- A Tackle On My Life
- Become Habituated to Kiss
- Boarding House of Hunks
- Bodyguard
- Crazy girl shin bia
- Cutie Boy
- Deep Kiss
- Die or Like Me
- For the Sake of Both
- For the Sake Of Dulcinea
- Gangster Hero
- He’s Dedicated to Roses (그놈에게 바치는 장미)
- Honggane
- Hoosamguk Gokyo
- Hot Blooded Woman
- Hug Me
- I Like a Beautiful Guy
- I will be Cinderella
- Idol Shopping (아이돌 쇼핑)
- Imitation Love
- Legend of Nereid
- Look for Oppa!
- Love bullet
- Love fantasy
- Love SOS
- Lover Puzzle
- Miunohri to Swan
- Money Virus
- Oh Chunja, Chunja! High School Bullying
- Personalized Princess
- Rock Rebellion
- Say Say Say
- She’s scary
- Start Love
- The Descendant of the Dynasty
- The Guy Who Will Pay 5000won for a Kiss
- The man I'll Always Hate
- The Moment When a Fox Becomes a Wolf
- The Sexy Simpleton
  - The New Sexy Simpleton
- They Are Special
- Wait, Wolf
- Want You
- Yeah
- You Are my Everything